# فندق للكلاب (فلم)
فندق للكلاب (بالإنجليزية: Hotel for Dogs) هو فيلم عائلي كوميدي أمريكي تم إنتاجه في سنة 2009 وهو مبني على رواية فندق للكلاب للويس دنكان، الفيلم من إخراج ثور فرودينتال وبطولة جاك أوستن وإيما روبرتس وتروي جينتل وليزا كودرو وكيفن ديلون وكيلا برات وجوني سيمونز. تم إنتاج هذا الفيلم عن طريق شركة دريم ووركس، وحصد على مبيعات وصلت ل17 مليون دولار أمريكي في أول أسابيعه.

## القصة
قصة الفيلم تتكلم عن أخوين هي أندي الكبرى وشقيقها الأصغر بروس وألتي تمنعهما مربيتهما من تربية الكلب في منزلها فيقومان بإنشاء فندق خاص للكلاب لتنضم عدة كلاب في الحي لهذا الفندق.

## البطولة
- جاك أوستن بدور بروس
- إيما روبرتس بدور أندي
- جوني سيمونس بدور ديف
- كيلا برات بدور هيثر
- دون شيدل بدور بيرني ويلكنس
- روبن لي بدور كارول ويلكنس
- ليزا كودرو بدور لويس سكودر
- كيفن ديلون بدور كارل سكودر
- إيفيت نيكول براون بدور السيدة كامويل
- غريغوري سبورليدر بدور هيرب دولي
- إريك إيدلشتاين بدور ماكس
- أجاي نايدو بدور جيك
- ماكسمليانو هيرنانديز بدور الضابط مايك
- أندريه وير بدور جيف
- جوناثان كلاين بدور إيفان
- كيني فايبرت بدور جيسون
- الكلب كوزمو بدور فرايداي كلب بروس من نوع جاك روسل

## التقييم
حاز هذا الفيلم على تقييم 51 من 100 في موقع ميتاكريتيك بناءً على 25 مراجعة، وحصل على تقييم 45% في موقع الطماطم الفاسدة وذكر النقاد أن فكرة الفيلم جميلة في بناء العلاقة بين الكلاب والأطفال لكنه وضع بشكل مبسط وقابل للتنبؤ ومكرر.

## وصلات خارجية
- مقالات تستعمل روابط فنية بلا صلة مع ويكي بيانات
- فندق للكلاب على فيسبوك
- فندق للكلاب على قاعدة بيانات الأفلام على الإنترنت
- فندق للكلاب على بوكس أوفيس موجو
- فندق للكلاب على أول موفي